# Vereniging ter bevordering van de kanalisatie van Westerwolde

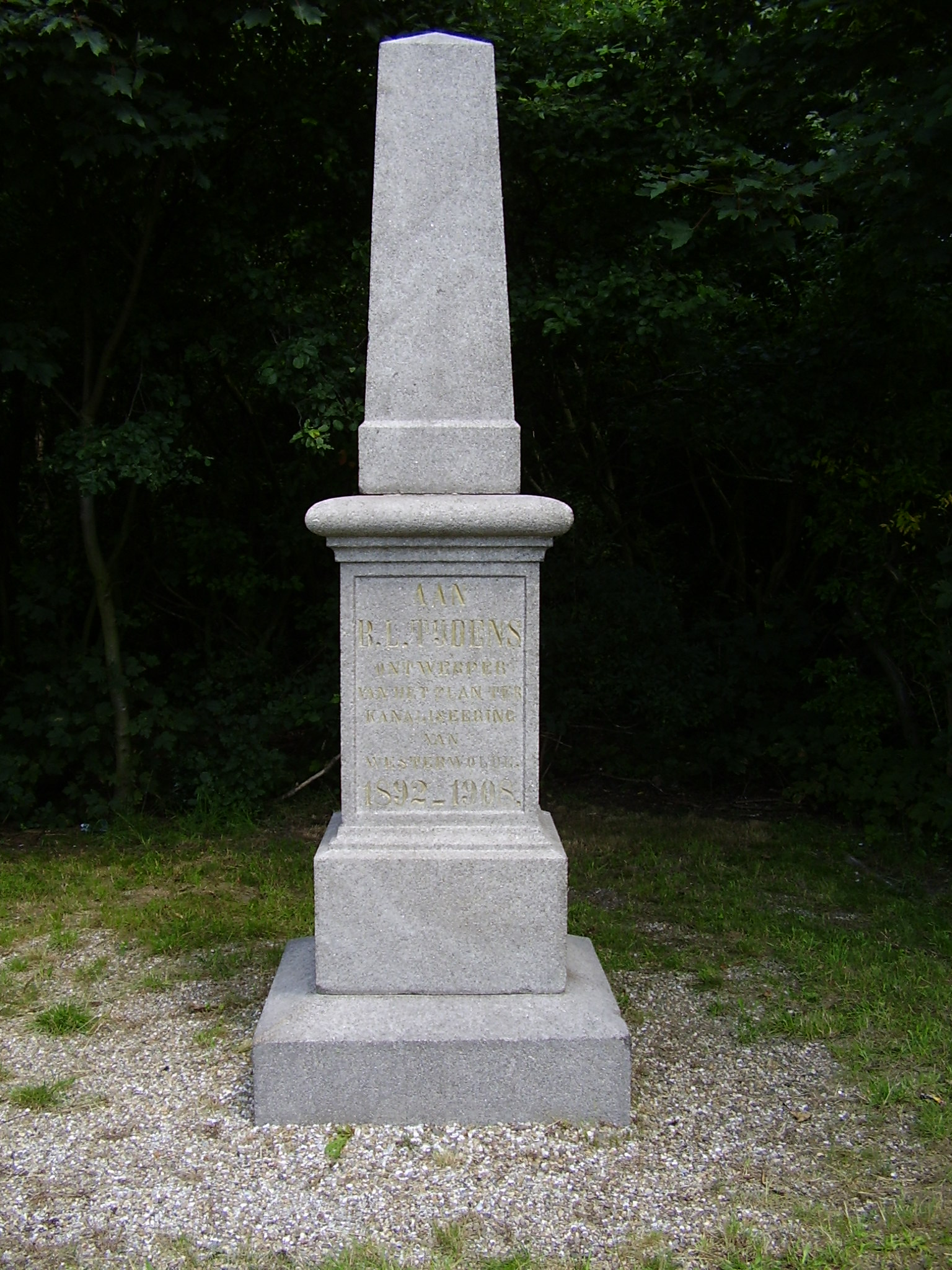
Het monument voor B.L. Tijdens aan het naar hem genoemde kanaal. Het opschrift luidt: Aan B.L. Tijdens, ontwerper van het plan ter kanalisatie van Westerwolde. 1892-1908. Aan een andere zijde staat: Het dankbare Westerwolde

De Vereniging ter bevordering van de kanalisatie van Westerwolde is een in 1892 door Boelo Luitjen Tijdens opgerichte vereniging om de waterafvoer van Westerwolde te verbeteren. Door de uitvoering van een kanalenplan tussen 1905 en 1920 werd de wateroverlast in deze streek sterk verminderd en werd de bereikbaarheid van de streek voor scheepvaart vergroot.
In de eerste helft van de 19e eeuw was duidelijk geworden dat de Westerwolde structureel met wateroverlast te maken had gekregen. Deze werd veroorzaakt door de vervening van het Bourtangermoeras waardoor de streek Westerwolde door omgeven werd. Zolang dit moeras nog grotendeels intact was had het een bufferende werking. In natte tijden zoog het als een spons het teveel aan regenwater op, om het in drogere tijden weer af te geven. Hierdoor hadden de beken, Ruiten-Aa en Mussel-Aa in Westerwolde een regelmatig debiet. Door het afgraven van dit moeras voor turf en de omzetting in landbouwgrond verdween deze bufferwerking geheel.
In 1892 was er nog geen verbetering gekomen en was het water volgens Boelo Tijdens in Westerwolde nog altijd een despotisch meester. De vereniging die door hem was opgericht liet ing A.J.H Bauer in 1893 een plan maken dat voorzag in drie kanalen: twee kanalen zouden vanaf het Musselkanaal en Ter Apelkanaal naar noorden gaan en ten oosten van Veele samenkomen en dan verdergaan in een verenigd kanaal naar Nieuweschans waar het kanaal in de Westerwoldse Aa zou uitmonden.
Nadat van verschillende kanten kritiek geuit was, kwam het enigszins gewijzigd in uitvoer in 1905. In 1913 kwam allereerst Verenigd kanaal, later het B.L. Tijdenskanaal genoemd gereed, in 1916 het Mussel-Aa-kanaal en in 1920 het Ruiten-Aa-kanaal. De totale kosten bedroegen ongeveer 4.300.000 gulden en werd grotendeels gefinancierd met behulp van subsidies van diverse overheden. Door dat de grondwaterstand lager werd konden konden meer gebieden in Westerwolde ontgonnen worden. tevens kon door middels de scheepvaart op de kanalen gezorgd worden voor de aanvoer van kunstmest en Dollardslib en de afvoer van landbouwproducten.